# Titus Didius Secundus
Titus Didius Secundus war ein im 2. Jahrhundert n. Chr. lebender römischer Politiker.
Durch ein Militärdiplom, das auf den 5. Mai 102 datiert ist, ist belegt, dass Secundus 102 zusammen mit Lucius Publilius Celsus Suffektkonsul war. Darüber hinaus ist durch ein Reskript von Kaiser Trajan, adressiert an Didius Secundus, belegt, dass er als Statthalter tätig war. In diesem Reskript kritisiert Trajan die Konfiskation der Güter von Verbannten durch frühere Regierungen und betont seine Milde, indem er diese Praxis aufhebt. Zudem war Didius Secundus um 110/115 als Archon in Athen tätig, wo er als ∆είδιος Σεκοῦνδος Σφήττιος in einer Inschrift erwähnt wird.